# Dote

Dote, wersja podstawowa

Dote odmienny

Dote (Tode, Toden, Todt, Todten, Łabędź odmienny) – kaszubski herb szlachecki, według Przemysława Pragerta odmiana herbu Łabędź.

## Opis herbu
Herb występował przynajmniej w dwóch odmianach. Opisy z wykorzystaniem zasad blazonowania, zaproponowanych przez Alfreda Znamierowskiego:
Dote (Tode, Toden, Todt, Todten, Łabędź odmienny): W polu błękitnym łabędź ze złożonymi skrzydłami srebrny. Klejnot: nad hełmem bez korony samo godło. Labry: błękitne, podbite srebrem.
Dote odmienny (Todten, Łabędź odmienny): W polu łabędź na wodzie wśród trzcin. Klejnot: nad hełmem bez korony łabędź siedzący. Labry barwy nieznanej.

## Najwcześniejsze wzmianki
Herb pojawił się po raz pierwszy na mapie Pomorza Lubinusa z 1618 (wariant odmienny). Wariant uznany za podstawowy przytacza Nowy Siebmacher oraz Pommersches Wappenbuch Bagmihla.

## Rodzina Dote
Drobna rodzina szlachecka, której jedyne znane włości znajdowały się w Siemirowicach. Pierwsza wzmianka z 1575 (Steffen Doett), kolejne z 1601 (Andreas Todt), 1605, 1608, 1618 (potwierdzenia lenna w Siemirowicach). W połowie XVII wieku wymienia się Martena Dotha jako dziedzica części w Radoszewie. Według zapisu z 1658 (Thotten), rodzina była już w tym roku wygasła. Przemysław Pragert spekuluje, że rodzina ta mogła mieć wspólne pochodzenie z innymi używającymi łabędzia w herbach: Rostke i Ganske.

## Herbowni
Dote (Doden, Dodten, Doett, Doten, Doth, Thod, Thodt, Thotten, Tode, Toden, Todt, Todten).